# سولومون أندرو لايتون
سولومون أندرو لايتون (بالإنجليزية: Solomon Andrew Layton)‏ هو مهندس معماري أمريكي، ولد في 22 يوليو 1864 في مقاطعة لوكاس في الولايات المتحدة، وتوفي في 6 فبراير 1943 في أوكلاهوما سيتي في الولايات المتحدة.